# Плави крајт
Плави крајт (лат. Bungarus caeruleus), такође познат као малајски крајт или индијски крајт, је врста отровне змије рода Bungarus која се налази у џунглама индијског потконтинента. Члан је врсте велике четворке која наноси највише угриза змија људима у Индији.